# اندیس کفه طاقستان
کفه طاقستان یک اندیس مصالح ساختمانی است که در حوالی شهر راشه استان اصفهان قرار دارد و مادهٔ معدنی موجود در آن، سنگ تزئینی است.  